# Dattatreya Ramachandra Kaprekar
Dattatreya Ramachandra Kaprekar (Dahanu (en), Maharashtra, 17 janvier 1905 – Deolali (en), Maharashtra, 1986) est un mathématicien indien connu pour ses recherches sur la notion de nombre de Kaprekar ainsi que l'algorithme de Kaprekar. Boudé par ses contemporains, ses travaux seraient passés inaperçus s'ils n'avaient pas été relayés par Martin Gardner, spécialiste de mathématiques récréatives.

## Biographie
Kaprekar est né à Dahanu près de Bombay en 1905. Enfant, les graphiques, dessins et calculs de toutes sortes constituent son passe-temps préféré. Il passe des heures sans s'arrêter essayant de résoudre des énigmes et des problèmes de mathématiques. Il se passionne très tôt pour les nombres et entre en 1923 au collège Fergusson de Pune.
En 1927, il remporte un prix mathématique (Wrangler R. P. Paranjpe Mathematical Prize) pour ses travaux mathématiques originaux. En 1929, il devient instituteur dans une école de Devlali. Il continue à travailler sur les nombres. Comme il le dira plus tard : « Un alcoolique souhaite continuer à boire pour retrouver un état de plaisir. Il en est de même pour moi concernant les nombres. »
En 1962, il quitte l'enseignement pour prendre sa retraite. Mais sa pension ne lui suffit pas pour vivre et il doit la compléter par de multiples petits métiers. Il continue néanmoins ses recherches sur les nombres qu'il publie dans plusieurs livres qui restent quasiment confidentiels jusqu'à ce que Gardner parle de lui en 1975. Il  meurt en 1986 à Devlali.

## Contributions mathématiques
Vers 1949, travaillant sur  l'écriture des nombres, il découvre la constante de Kaprekar : le nombre 6174 (= 7641 - 1467) vers lequel converge toute suite construite avec un nombre de quatre chiffres (non tous égaux) et l'algorithme de Kaprekar.
Travaillant sur un autre algorithme, « ajouter à un nombre la somme de ses chiffres en écriture décimale », il découvre la notion de nombre généré et d'auto nombre.
Kaprekar s'est aussi intéressé à une autre catégorie de nombres : les nombres de Demlo.
Enfin, il a étudié les nombres de Kaprekar : nombre égal à la somme des deux nombres obtenus en prenant le carré du nombre de départ et en le découpant en deux parties. 
Exemple :  9 est un nombre de Kaprekar car 92 = 81 et 8 + 1 = 9.
Il contribue aussi à la découverte des nombres harshad, appelés aussi nombres de Niven : nombre divisible par la somme de ses chiffres.